# Зерновое (Херсонская область)
Зерновое (укр. Зернове) — село в Нижнесерогозской поселковой общине Генического района Херсонской области Украины.
Население по переписи 2001 года составляло 220 человек. Почтовый индекс — 74731. Телефонный код — 5540. Код КОАТУУ — 6523880502.

## Местный совет
74731, Херсонская обл., Нижнесерогозский р-н, с. Вербы, ул. Гагарина, 27